# Bria Hartley
Bria Nicole Hartley (ur. 30 września 1992 w North Babylon) – amerykańska koszykarka występująca na pozycjach rozgrywającej, posiadająca także francuskie obywatelstwo, obecnie zawodniczka tureckiego Fenerbahçe, a w okresie letnim – Indiana Fever w WNBA.
12 lutego 2020 została zawodniczką Phoenix Mercury.
3 lutego 2022 trafiła w wyniku wymiana do Indiana Fever.

## Osiągnięcia

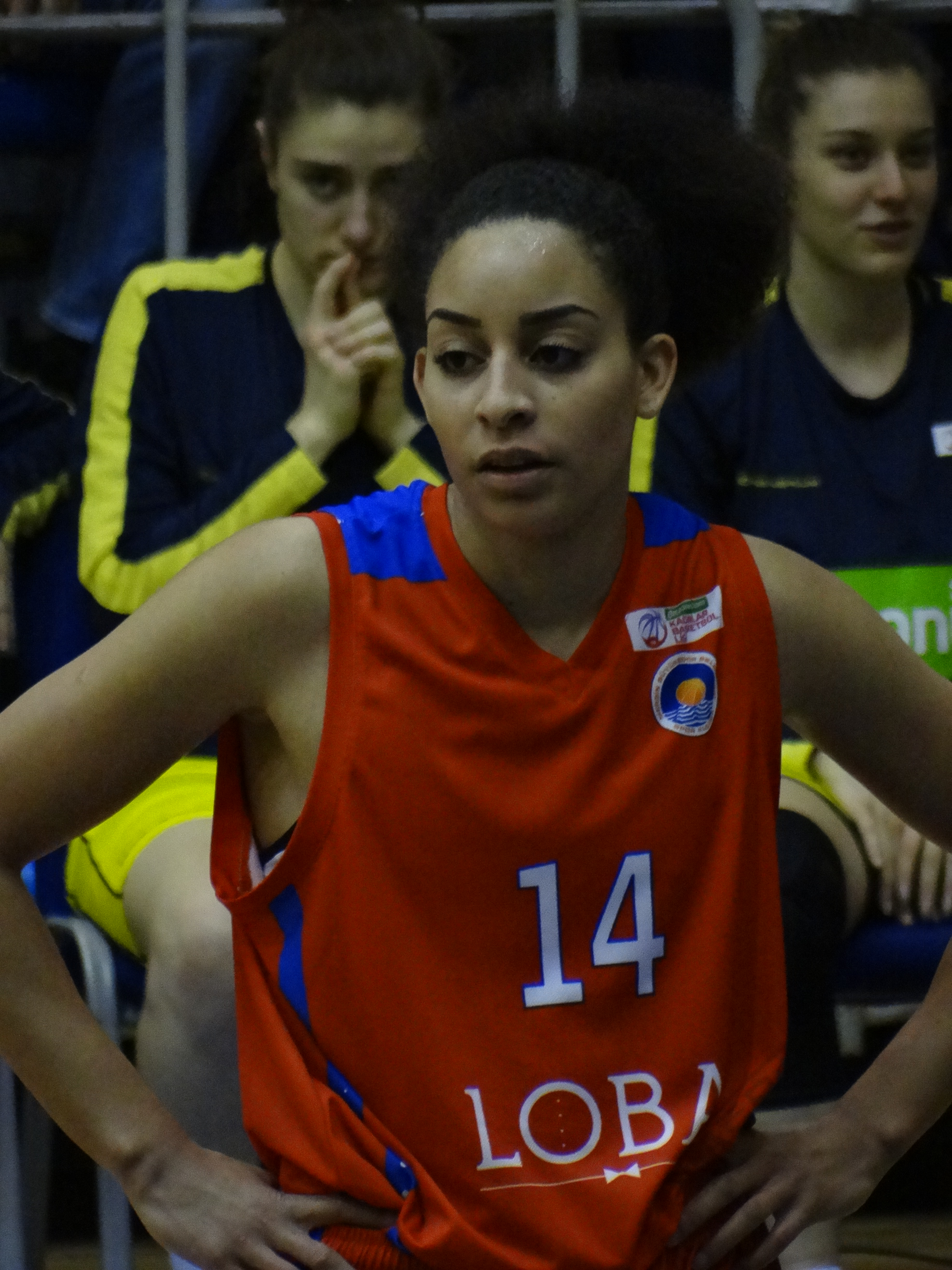
Hartley w barwach Mersin Büyükşehir Belediyesi.

Stan na 20 czerwca 2022, na podstawie, o ile nie zaznaczono inaczej.

### NCAA
- Mistrzyni NCAA (2013, 2014)
- Uczestniczka rozgrywek NCAA Final Four (2011–2014)
- Mistrzyni:
  - turnieju konferencji:
    - Big East (2011, 2012)
    - American Athletic (AAC – 2014)

  - sezonu regularnego:
    - Big East (2011)
    - AAC (2014)
- Najlepsza pierwszoroczna zawodniczka Big East (2011)
- Zaliczona do:
  - I składu:
    - All-American (2014 przez USBWA, WBCA, 2012 przez WBCA/State Farm)
    - Big East (2012)
    - NCAA Final Four (2013)
    - AAC (2014)
    - turnieju:
      - Big East (2011, 2012)
      - AAC (2014)
      - NCAA (2014)
      - Philadelphia Regional (2011)

    - najlepszych pierwszorocznych zawodniczek Big East (2011)

  - II składu:
    - All-American (2014 przez ESPNW, USBWA, Associated Press)
    - Big East (2011)

  - składu honorable mention Big East (2013)

### WNBA
- Zaliczona do I składu debiutantek WNBA (2014)

### Drużynowe
- Mistrzyni:
  - Turcji (2022)[7]
  - Węgier (2015)
- Zdobywczyni pucharu:
  - Węgier (2015)
  - Turcji (2019)
- Finalistka Pucharu Turcji (2020)[7]
- Uczestniczka rozgrywek Eurocup (2014/2015, 2017/2018)

### Indywidualne
- MVP finałów mistrzostw Węgier (2015)

### Reprezentacja
- Mistrzyni:
  - uniwersjady (2013)[8]
  - świata:
    - U–19 (2011)[9]
    - 3x3 (2012)

  - Ameryki U–18 (2010)